# いちごみるく3
『いちごみるく3』（いちごみるく3）は、竹田真理子による日本の漫画作品。

## 概要
『なかよし』（講談社）において、1987年から1988年まで連載された。

## 書誌情報
竹田真理子 『いちごみるく3』 講談社〈講談社コミックスなかよし〉、全2巻
- 1巻、1987年11月6日発行、ISBN 4-06-178590-7
- 2巻、1988年8月6日発行、ISBN 4-06-178611-3